# خمان أسترالي آسيوي
الخَمَان الأسترالي الآسيوي نوع نباتي ينتمي إلى جنس الخَمَان من الفصيلة المسكية.
موطنه الأصلي شرق أستراليا.